# Drew Barrymore
Drew Blythe Barrymore (Culver City, California, 22 de febrero de 1975) es una actriz, directora, modelo, presentadora y productora estadounidense. Es miembro de la familia de actores Barrymore, hija de John Drew Barrymore, nieta de John Barrymore y Dolores Costello, y sobrina-nieta de Lionel Barrymore (Óscar a mejor actor 1931) y Ethel Barrymore (Óscar a la mejor actriz de reparto en 1944). Saltó a la fama con su papel infantil en la película E.T., el extraterrestre (1982). Posteriormente, actuó en películas como Scream (1996), The Wedding Singer (1998), Never Been Kissed (1999), Los ángeles de Charlie (2000) y Donnie Darko (2001), que la hicieron merecedora de varios premios y ganó el reconocimiento mundial. 
Después de una infancia turbulenta, que estuvo marcada por las drogas y el abuso de alcohol y dos estancias en rehabilitación, Barrymore escribió en 1990 la autobiografía, Little Girl Lost. Tuvo una transición de niña estrella a actriz adulta exitosa gracias a una serie de películas, incluyendo Bad Girls, Boys on the Side, y Everyone Says I Love You. Posteriormente, se estableció ella misma en comedias románticas como The Wedding Singer y Lucky You.
En 1995, ella y su socia Nancy Juvonen formaron la compañía de producción Flower Films, con su primera producción Never Been Kissed (1999). Flower Films ha llegado a producir Los ángeles de Charlie (2000), Donnie Darko (2001), 50 First Dates (2004), Music and Lyrics (2007). Recientemente, Barrymore ha actuado en He's Just Not That Into You, Grey Gardens y Everybody's Fine (2009). Barrymore apareció en la portada de la edición de la revista People como una de las 100 más hermosas.
Barrymore fue nombrada Embajadora contra el Hambre en el Programa Mundial de Alimentos de las Naciones Unidas (PMA). Desde entonces ha donado más de 1 millón de dólares para el programa. En 2007, se convirtió en modelo y portavoz de la cosmética CoverGirl, JCG Models y Gucci.

## Biografía
Drew Blythe Barrymore nació el 22 de febrero de 1975 en Culver City, California. Sus padres eran Ildiko Jaid Mako y John Drew Barrymore. Su padre era de ascendencia inglesa e irlandesa, mientras que su madre nació en un campo de refugiados para húngaros en Alemania. Su padre fue hijo de John Barrymore, uno de los actores más importantes y prestigiosos del cine hollywoodiense durante la década de 1930, y medio hermano de la actriz Diana Barrymore. Sus tíos abuelos Lionel Barrymore y Ethel Barrymore también fueron reconocidos actores, aunque destacaron principalmente en teatro.  A través de su padre, Barrymore tiene tres medios hermanos mayores, incluido el actor John Blyth Barrymore. Sus padres se divorciaron en 1984.
Las madrinas de Barrymore son la actriz Sophia Loren y la viuda de Lee Strasberg, Anna Strasberg; Barrymore describió su relación con esta última como una que «llegaría a ser tan importante para mí de niña porque era muy amable y cariñosa». Su padrino es el cineasta Steven Spielberg.

## Trayectoria

### Infancia

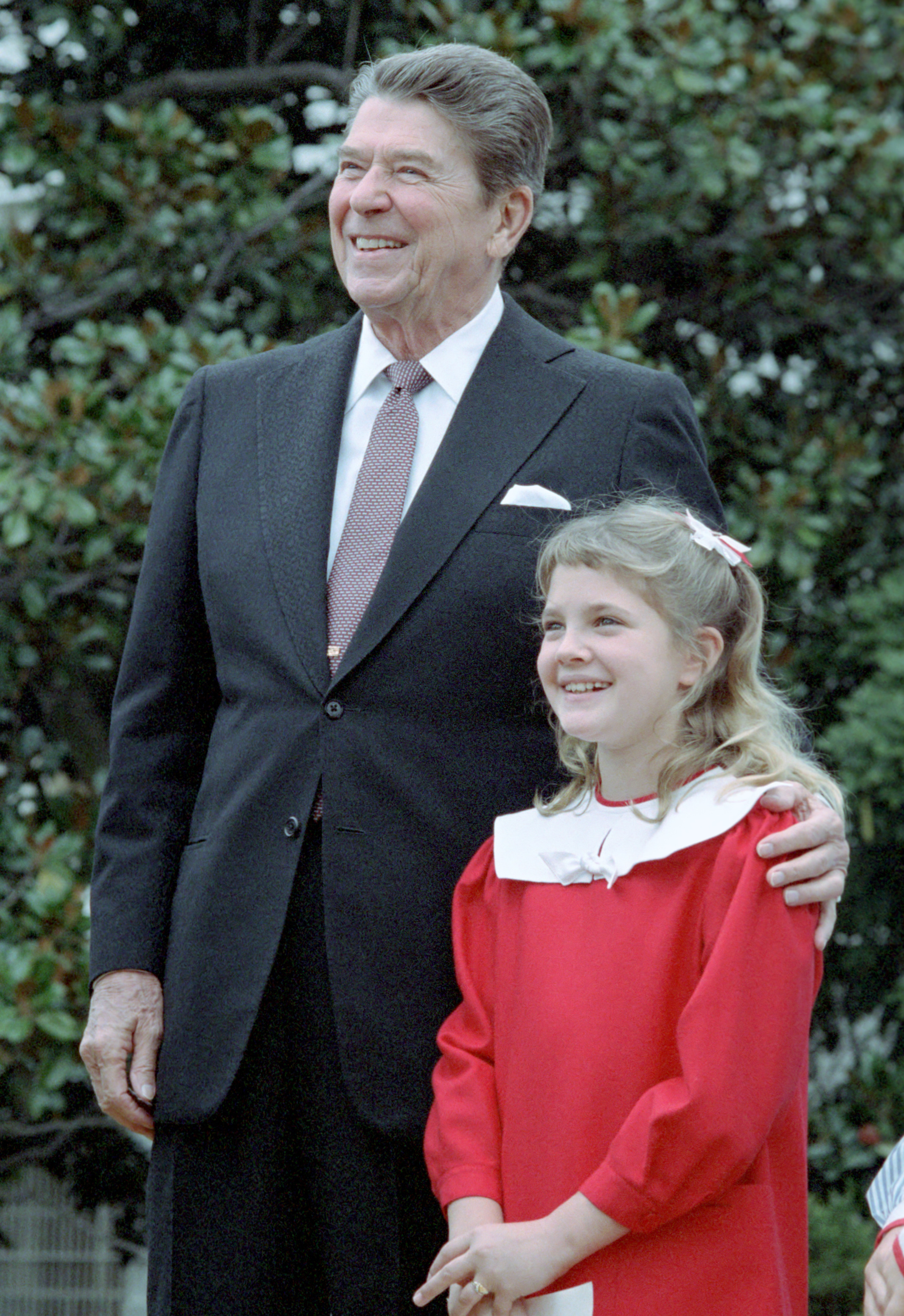
Con el presidente Ronald Reagan, 1984.

Drew protagonizó su primera aparición en televisión en un anuncio de comida para perros de Gainesburger Puppy Food. Su debut en cine le llegaría con tan solo cuatro años al interpretar a la hija de William Hurt en Altered States (1979), un filme de ciencia ficción dirigido por Ken Russell.
A los seis años Drew hizo una prueba para Poltergeist de su padrino Steven Spielberg. A pesar del contacto, Drew no fue elegida para el papel; en cambio sí pudo conseguir el de la pequeña Gertie en E.T., el extraterrestre (1982). Gracias a esta aparición consiguió un Premio Juventud en el Cine y una candidatura a los Premios de la Academia Británica de Cine y Televisión (BAFTA) en la categoría de Actriz Novel más Destacada.
A los once, su madre empezó a llevarla a cástines para televisión. Hizo varias apariciones en televisión como en The tonight Show de Johnny Carson y fue la presentadora más joven de Saturday Night Live.
Con 13 años, Drew fue víctima de las drogas y el alcohol. Todavía seguía trabajando. Fue estrella de tres películas más, Firestarter (1984), Irreconcilable Differences (1984) y Cat's Eye (1985).
El 28 de junio de 1988 se tomó una decisión que le cambiaría la vida. Drew fue ingresada en la ASAP Treatment Center (un centro para tratar la drogadicción y los problemas mentales) por su madre. Después de años de autodestrucción, intento de suicidio incluido, finalmente se curó. El paso más grande que dio fue el publicar su autobiografía titulada Little Girl Lost a los 14 años. Desde el café teatro a los especiales del colegio y luego a películas de bajo presupuesto como A Conspiracy of Love (1987), See You in the Morning (1989), Far from home (1989), hasta volver finalmente a la gran pantalla.

### Adolescencia
La rebeldía de Barrymore se manifestó en la pantalla y en la prensa. Interpretó a una adolescente pobre en Poison Ivy, que fue una bomba de taquilla, pero fue popular en vídeo y cable. Su personaje «Ivy» fue clasificado en el puesto nº 6 de la lista de las 26 mejores «chicas malas» de todos los tiempos por Entertainment Weekly. Barrymore tenía 17 años cuando posó desnuda con su entonces prometido, el actor Jamie Walters, para la portada del número de julio de la revista Interview; también apareció desnuda en fotos del interior del número.
En Guncrazy, Barrymore interpretó a una adolescente que mata a su padrastro maltratador. y Barrymore fue nominada al Globo de Oro a la mejor actriz de miniserie o telefilme. 
Barrymore posó desnuda para el número de enero de 1995 de Playboy. Poco después, su padrino Steven Spielberg le regaló una colcha por su 20 cumpleaños con una nota que decía: "Cúbrete". Dentro de la colcha había copias de sus fotos de Playboy que habían sido alteradas por el departamento de arte de Spielberg para que ella apareciera completamente vestida. Barrymore dijo más tarde que no dejaría que su propia hija tomara la misma decisión que ella.
Durante esta época, fue modelo en una serie de anuncios de vaqueros Guess. A finales de la década de 1990, Barrymore restableció su imagen y siguió siendo una estrella muy rentable.

### Edad adulta
A los 19 años, Drew se casó con Jeremy Thomas, propietario de un bar, un matrimonio que duró tres meses. 
En Boys on the Side, Barrymore interpretó a una chica embarazada que intenta escapar de su novio maltratador. Fue un éxito de taquilla y recibió una acogida positiva por parte de la crítica. En la película de superhéroes Batman Forever, interpretó a una de las dos ayudantes femeninas de Dos Caras (Tommy Lee Jones).
En 1995, Barrymore protagonizó Boys on the Side con Whoopi Goldberg y Mary-Louise Parker, y tuvo un cameo en la película de Joel Schumacher, en la que interpretó a una de las mujeres del gánster "Dos Caras" Tommy Lee Jones. Al año siguiente, hizo una aparición en la exitosa película de terror Scream, , de Wes Craven, por la que fue nominada al premio Saturn a la mejor actriz de reparto.
En 1995, Barrymore formó Flower Films, una productora, con su socia de negocios, Nancy Juvonen. La primera película producida por la empresa fue en 1999, Never Been Kissed. La segunda oferta de la compañía fue Los ángeles de Charlie (2000), un gran éxito de taquilla en 2000, que ayudó a solidificar la posición de ambas, Barrymore y la empresa.
En The Wedding Singer (1998), Barrymore interpretó a una camarera enamorada del personaje titular, interpretado por Adam Sandler. En Home Fries (1998), Barrymore interpretó a una mujer embarazada que se enamora sin saberlo del hijastro del difunto padre de su bebé. Protagonizó la película de drama histórico Ever After (1998), que se inspiró en el cuento de hadas Cenicienta.

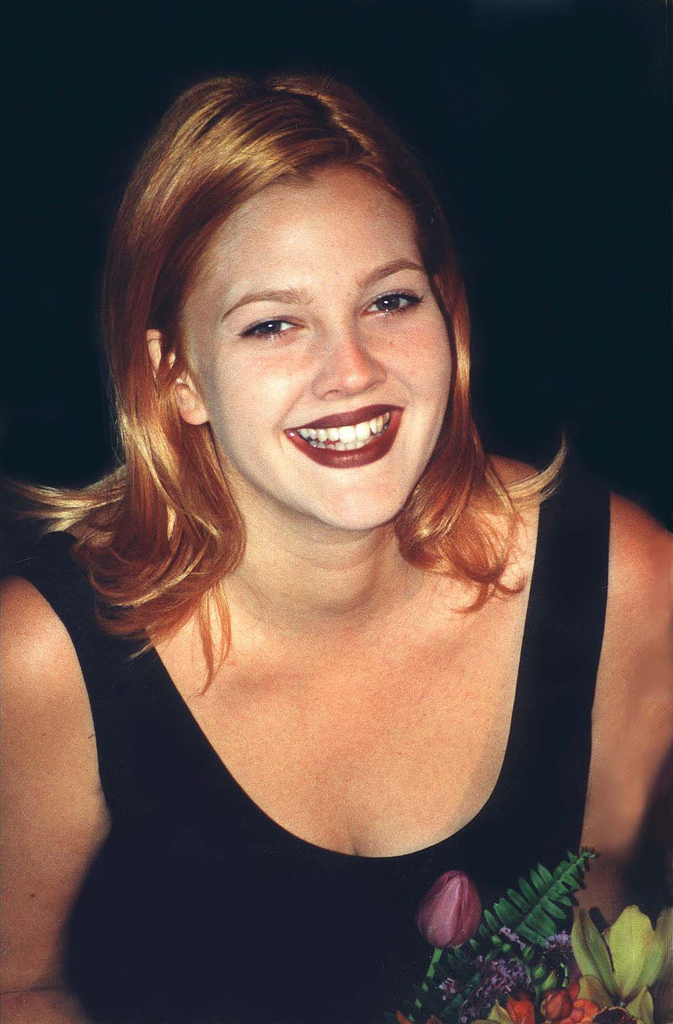
Barrymore en 1997

Barrymore tuvo un papel dramático en la película de comedia dramática Riding in Cars with Boys (2001), interpretando a una madre adolescente en un matrimonio fracasado con un esposo drogadicto (basada en la historia de la vida real de Beverly D'Onofrio). En 2002 Barrymore protagonizó el debut como director de George Clooney, en Confesiones de una mente peligrosa, junto a Sam Rockwell y Julia Roberts.
En 2003, Barrymore protagonizó la secuela de Los ángeles de Charlie (2000), Los ángeles de Charlie: Al límite, junto con las mismas actrices, Cameron Diaz y Lucy Liu. Protagonizó junto con Adam Sandler la película 50 first dates (2004), Music and Lyrics (2007), y prestó su voz para la película Un chihuahua de Beverly Hills (2008), protagonizada por Jamie Lee Curtis, Piper Perabo y Manolo Cardona.
Es la madrina de Frances Bean Cobain (la hija de Kurt Cobain y Courtney Love) junto a Michael Stipe, vocalista de R.E.M..
En julio de 2001 Barrymore contrajo matrimonio con el actor Tom Green, del que se separó en octubre de 2002, alegando que la pareja tenía "diferencias irreconciliables". En junio de 2012,  se casó con William Kopelman y en septiembre de 2012 nació su primera hija, Olive Barrymore Kopelman. Su segunda hija, Frankie, nació en abril de 2014. Anunciaron su divorcio en abril de 2016.

## Otros proyectos

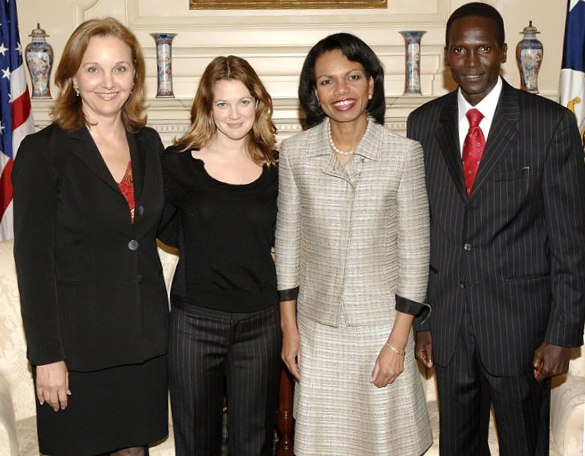
Josette Sheeran Shiner, Barrymore, Condoleezza Rice, y Paul Tergat.

A Barrymore es frecuente verla colaborar con numerosas causas solidarias. Actúa como portavoz nacional de la Fundación Pro Salud de la Mujer, una organización sin fines de lucro dedicada a concientizar sobre la necesidad de practicar sexo seguro a través del uso de preservativos. También participa activa y económicamente con Wildlife Waystation, una organización cuyo objetivo es rescatar y acoger animales de todo el mundo. Apareció en el show de Oprah Winfrey donando un millón de dólares a la fundación de alimentación del mundo para donar comida a los niños de África.
También ha ampliado su negocio lanzando una marca de vinos, Barrymore Wines. Su primera cosecha ha sido un Pinot Grigio, un vino blanco afrutado con aroma a melocotón y a cítricos del que ha sacado 2000 botellas para el mercado estadounidense.
Barrymore también es fotógrafa. Sus trabajos han sido notables en varias revistas de moda por modelos y actrices famosas como Rachel McAdams.
Según informa EW, Drew Barrymore será la encargada de contar las historias de amor o desencuentros que se produzcan en el restaurante de 'First Dates' situado en la ciudad de Chicago.

## Filmografía

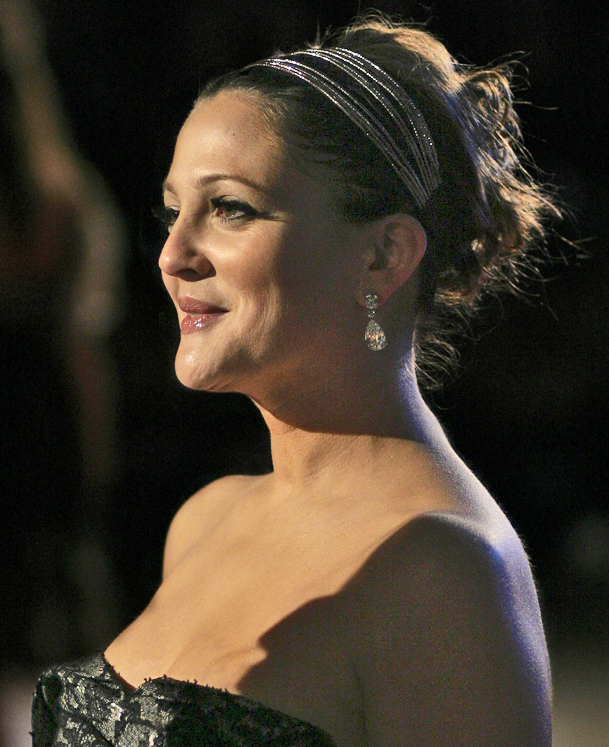
Barrymore en el estreno de Music and Lyrics.

| Año             | Título                             | Rol                              | Notas |
| --------------- | ---------------------------------- | -------------------------------- | --- |
| 1980            | Altered States                     | Margaret Jessup                  | |
| 1982            | E.T., el extraterrestre            | Gertie                           | Nominación – Premio BAFTA a la Mejor Actriz Revelación |
| 1984            | Firestarter                        | Charlene "Charlie" McGee         | Nominación – Premio Saturn a la Mejor Actuación de una Actriz Joven |
| 1984            | Irreconcilable Differences         | Casey Brodsky                    | Nominación – Premio Globo de Oro a la Mejor Actriz de Reparto1984 |
| 1984            | Cat's Eye                          | Nuestra chica/Amanda             | |
| 1986            | Babes in Toyland                   | Lisa Piper                       | Película para televisión |
| 1986            | The Screaming Woman                | Heather Leary                    | The Ray Bradbury Theater T1 E5 Serie de TV |
| 1989            | See you in the morning             | Cathy Goodwin                    | |
| 1989            | Far from home                      | Joleen Cox                       | |
| 1991            | Motorama                           | Chica de fantasía                | |
| 1992            | Waxwork II: Lost in Time           | Víctima del vampiro N.º 1        | |
| 1992            | Poison Ivy                         | Ivy                              | |
| 1992            | Guncrazy                           | Anita Minteer                    | Nominación – Premio Globo de Oro a la Mejor Actriz de Miniserie o Telefilme |
| 1993            | The Amy Fisher story               | Amy Fisher                       | |
| 1993            | No place to hide                   | Tinsel Hanley                    | |
| 1993            | Doppelganger                       | Holly Gooding                    | |
| 1993            | Wayne's World 2                    | Bjergen Kjergen                  | |
| 1994            | Inside the Goldmine                | Daisy                            | |
| 1994            | Bad Girls                          | Lilly Laronette                  | |
| 1995            | Boys on the side                   | Holly Pulchik-Lincoln            | |
| 1995            | Mad love                           | Casey Roberts                    | |
| 1995            | Batman Forever                     | Sugar                            | |
| 1996            | Everyone Says I Love You           | Skylar Dandridge                 | |
| 1996            | Scream                             | Casey Becker                     | Nominación – Premio Saturn a la Mejor Actriz |
| 1997            | Wishful thinking                   | Lena                             | |
| 1997            | Best men                           | Hope                             | |
| 1998            | The Wedding Singer                 | Julia Sullivan                   | Nominación – Premio Chlotrudis a la Mejor Actriz (también por Ever After: A Cinderella Story) |
| 1998            | Ever After: A Cinderella Story     | Danielle de Barbarac             | Premio Saturn a la Mejor Actriz Nominación – Premio Chlotrudis a la Mejor Actriz (también por The Wedding Singer ) |
| 1998            | Home fries                         | Sally Jackson                    | |
| 1999            | Never Been Kissed                  | Josie Geller                     | Nominación – MTV Movie Awards al Mejor Desempeño Femenino Nominación – MTV Movie Award al Mejor Beso |
| 1999            | Olive, the Other Reindeer          | Olive                            | Voz |
| 2000            | Los Simpson                        | Sophie (voz)                     | 1 episodio |
| 2000            | Skipped parts                      | Chica de fantasía                | |
| 2000            | Titan A.E.                         | Akima                            | Voz |
| 2000            | Los ángeles de Charlie             | Dylan Sanders                    | Ganadora – MTV Movie Award al Mejor Equipo en la Pantalla (con Cameron Diaz y Lucy Liu) Nominación – MTV Movie Award a la Mejor Pelea |
| 2001            | Donnie Darko                       | Karen Pomeroy                    | |
| 2001            | Freddy Got Fingered                | Recepcionista del Señor Davidson | |
| 2001            | Riding in Cars with Boys           | Beverly Donofrio                 | |
| 2002            | Confesiones de una mente peligrosa | Penny                            | |
| 2003            | Los ángeles de Charlie: Al límite  | Dylan Sanders                    | Nominación – MTV Movie Award por Mejor Secuencia de Baile (con Cameron Diaz y Lucy Liu) |
| 2003            | Dúplex                             | Nancy Kendricks                  | |
| 2004            | 50 First Dates                     | Lucy Whitmore                    | Ganadora – MTV Movie Award al Mejor Equipo en la Pantalla Ganadora – People's Choice Award a la mejor química en pantalla (compartido con el resto del reparto) Nominación – MTV Movie Awards a la Mejor Actuación Femenina |
| 2005            | Amor en juego                      | Lindsey Meeks                    | Nominada – Irish Film & Television Award a la Mejor Actriz Internacional Nominada – Premio Blimp a la actriz favorita en una película Nominada – Teen Choice Award a la mejor actriz en una película - Comedia Nominada – Teen Choice Award a la mejor química en una película (compartido con Jimmy Fallon) Nominada – Teen Choice Award al mejor beso en una película (compartido con Jimmy Fallon) Nominada – Teen Choice Award a la mejor escena de amor en una película (compartido con Jimmy Fallon)                |
| 2005–2009       | Padre de familia                   | Mrs. Lockhart y Jillian Russell  | Voz 1 episodio como Mrs. Lockhart y 10 como Jillian Russell |
| 2006            | Jorge el curioso                   | Maggie                           | Voz |
| 2007            | Music and Lyrics                   | Sophie Fisher                    | Nominada – Premio Blimp a la actriz favorita en una película Nominada – Teen Choice Award al mejor beso en una película (compartido con Hugh Grant) |
| 2007            | Lucky You                          | Billie Offer                     | |
| 2008            | Un chihuahua de Beverly Hills      | Chloe                            | Voz |
| 2009            | He's Just Not That Into You        | Mary                             | |
| 2009            | Grey Gardens                       | Edith Bouvier Beale              | Película hecha para HBO Ganadora - Globo de Oro a la Mejor Actriz en una miniserie o telefilme Ganadora - Premio del Sindicato de Actores a la mejor actriz de televisión en una miniserie o telefilme Ganadora - Premio Satellite a la mejor actriz en una miniserie o telefilme Ganadora - Premio Gracie Allen a la mejor interpretación protagonista femenina en un drama Nominada – Primetime Emmy a la mejor actriz - Miniserie o telefilme Nominada – Prism Award a la mejor actuación en una miniserie o telefilme |
| 2009            | Whip It                            | Smashly Simpson                  | También directora y coproductora |
| 2009            | Everybody's Fine                   | Rosie                            | |
| 2010            | Going the Distance                 | Erin                             | |
| 2012            | Big Miracle                        | Rachel Kramer                    | |
| 2014            | Blended                            | Lauren Reynolds                  | |
| 2015            | Miss You Already                   | Jess                             | |
| 2017–2019       | Santa Clarita Diet                 | Sheila Hammond                   | Serie en Netflix |
| 2019            | The World's Best                   | Drew Barrymore                   | Programa de Televisión, Jueza |
| 2020            | The Stand In                       | Candy Black/Paula                | Protagonista |
| 2020–actualidad | The Drew Barrymore Show            | Ella misma                       | Programa de Televisión, Presentadora |
| 2022            | Scream                             | Directora                        | Voz |

| Año  | Título                                           | Notas                 |
| ---- | ------------------------------------------------ | --------------------- |
| 2004 | Choose or Lose Presents: The Best Place to Start | Directora. Documental |
| 2009 | Whip It                                          |                       |
| 2011 | Our Deal                                         | Directora. Corto      |

| Año  | Título                            | Notas                                     |
| ---- | --------------------------------- | ----------------------------------------- |
| 1999 | Never Been Kissed                 | Productora ejecutiva                      |
| 2000 | Los ángeles de Charlie            | Productora                                |
| 2001 | Donnie Darko                      | Productora ejecutiva                      |
| 2003 | Los ángeles de Charlie: Al límite | Productora                                |
| 2003 | Dúplex                            | Productora                                |
| 2005 | Amor en juego                     | Productora                                |
| 2009 | He's Just Not That Into You       | Productora ejecutiva                      |
| 2009 | Whip It                           | Productora                                |
| 2011 | Los ángeles de Charlie            | Serie de televisión. Productora ejecutiva |

## Premios y nominaciones

### Globos de Oro
| Año  | Categoría                             | Película                   | Resultado |
| ---- | ------------------------------------- | -------------------------- | --------- |
| 2010 | Mejor Actriz de Miniserie o Telefilme | Grey Gardens               | Ganadora  |
| 1992 | Mejor Actriz de Miniserie o Telefilme | Guncrazy                   | Nominada  |
| 1984 | Mejor Actriz de Reparto               | Irreconcilable Differences | Nominada  |

### Premio del Sindicato de Actores
| Año  | Categoría                                               | Película     | Resultado |
| ---- | ------------------------------------------------------- | ------------ | --------- |
| 2010 | Mejor Actriz de televisión en una miniserie o telefilme | Grey Gardens | Ganadora  |